# Războiul lumilor (emisiune radiofonică din 1938)
 „Războiul lumilor” este un episod din seria antologică teatru radiofonic american The Mercury Theatre on the Air, regizat și prezentat de actorul și viitorul regizor Orson Welles, ca adaptare a romanului H.G. Wells, Războiul lumilor (1898). Acesta a fost interpretat și difuzat în direct prin rețeaua de radio Columbia Broadcasting System, sub forma unui episod de Halloween duminică, 30 octombrie 1938, la ora 20:00. Episodul a devenit celebru pentru faptul că ar fi provocat panică în rândul publicului, deși dimensiunile acestei panici sunt contestate (întrucât programul a avut relativ puțini ascultători).
Programul de o oră a început cu muzica tematică pentru Mercury Theatre on the Air și cu anunțul că spectacolul serii este o adaptare a Războiului Lumilor. Orson Welles a citit apoi un prolog care s-a bazat îndeaproape pe introducerea romanului lui H.G. Wells, modificată ușor pentru a muta scenariul poveștii în 1939. În următoarele aproximativ douăzeci de minute, transmisia a difuzat o seară tipică a programelor radio, fiind întreruptă de o serie de buletine de știri. Primele câteva știri întrerup muzica „live” și descriu o serie de explozii ciudate observate pe Marte, urmate de un anunț aparent fără legătură despre un obiect neobișnuit observat la o fermă din Grover's Mill, New Jersey. Programul muzical revine pentru scurt timp, dar este repede întrerupt de un raport live din Grover's Mill, unde oficialii poliției și o mulțime de privitori curioși au înconjurat straniul obiect cilindric căzut din cer. Situația ia amploare atunci când  din cilindru ies marțieni și atacă populația folosind raze fierbinți. Reporterul de la fața locului descrie – panicat – situația, până când sunetul este întrerupt brusc. Această scenă este urmată de o serie rapidă de actualizări de știri din ce în ce mai alarmante, care detaliază o invazie extraterestră devastatoare ce are loc în întreaga lume și eforturile inutile ale armatei americane de a o opri. Prima parte a spectacolului atinge punctul culminant cu o altă „transmisie live” de pe un acoperiș din Manhattan, în timp ce uriașe mașini de război marțiene eliberează nori de fum otrăvitor în New York. Reporterul descrie cetățeni disperați fugind în timp ce fumul se apropie de locul în care se află, apoi tușește și amuțește, iar programul ia o prima pauză. Pe parcursul celei de-a doua jumătăți a spectacolului, stilul trece la un format mai convențional de teatru radiofonic și urmărește un supraviețuitor (interpretat de Welles) preocupat de consecințele invaziei și de actuala ocupație marțiană a Pământului. Ca și în romanul original, povestea se încheie cu descoperirea că marțienii pot învinși de microbi, nu de oameni. 
Emisiunea „Războiul lumilor” a lui Welles a devenit faimoasă pentru că ar fi făcut unii dintre ascultătorii să creadă că invazia marțiană chiar avea loc, datorită formatului „breaking news” utilizat în prima parte a emisiunii. Iluzia realismului a fost promovată deoarece Mercury Theatre on the Air a fost un spectacol susținut fără întreruperi publicitare, iar prima pauză a programului a venit la aproape 30 de minute de la debut. Legenda populară susține că este posibil ca o parte din audiența radio să fi ascultat anterior The Chase and Sanborn Hour cu Edgar Bergen și să fi comutat pe „Războiul lumilor” în timpul unui interludiu muzical, pierzând astfel introducerea ce indica clar faptul că emisiunea era o adaptare de teatru radiofonic. Cu toate acestea, cercetări contemporane sugerează că acest fapt s-a întâmplat doar în cazuri rare.:67–69
În zilele de după adaptare, mass-media și-a exprimat revolta. Formatul buletinului de știri al programului a fost descris de unele ziare și personalități publice ca fiind înșelător, ceea ce a dus la un protest împotriva radiodifuzorilor și solicitări de reglementare din partea Comisiei Federale de Comunicații. Cu toate acestea, episodul i-a asigurat lui Welles faima ca dramaturg. 

## Producție
„Războiul lumilor” a fost cel de-al 17-lea episod din seria CBS Radio The Mercury Theatre on the Air , difuzat la 8 pm ET duminică, 30 octombrie 1938.:390, 394 Romanul original al lui H.G. Wells spune povestea unei invazii marțiene asupra Pământului. Romanul a fost adaptat pentru radio de Howard Koch, care a mutat scenariul original din Anglia secolului al XIX-lea în Statele Unite ale acelei epoci, cu punct de aterizare al primei nave spațiale marțiene la Grover's Mill, un sat din West Windsor Township, New Jersey. 
Formatul programului a fost o falsă transmisie în direct a evenimentelor în curs de dezvoltare. Primele două treimi ale emisiunii de o oră reprezintă o adaptare contemporană a evenimentelor romanului, prezentate ca buletine de știri ce întrerup programele de muzică dance. „Am conceput ideea de a face o emisiune radio într-o manieră astfel încât să pară o criză reală”, a spus mai târziu Welles. „Transmisiunea a luat o formă extrem de dramatizată, astfel încât să pară un eveniment real care are loc în acel moment, mai degrabă decât o simplă piesă de radio”. Această abordare a fost similară cu cea din Spargerea Baricadelor a lui Ronald Knox despre o revoltă din Londra, difuzată de BBC în 1926, despre care Welles a spus ulterior că i-a dat ideea pentru „Războiul lumilor”. O dramă din 1927 difuzată de stația Adelaide 5CL a înfățișat o invazie a Australiei prin aceleași tehnici și a inspirat reacții similare cu cele ale transmisiei Welles.
De asemenea, a fost influențat de prezentările „The Fall of the City” de la Columbia Workshop, o piesă de teatru radiofonic din 1937 în care Welles a jucat rolul unui crainic omniscient și de „Air Raid”, o dramă cu Ray Collins,difuzată la 27 octombrie 1938.:159, 165–166 Welles folosise anterior un format newscast pentru „Julius Caesar” (11 septembrie 1938), în care H.V. Kaltenborn oferea comentarii istorice în timpul poveștii. :93
Emisiunea „Războiul lumilor” a folosit tehnici similare cu cele din seria de documentare CBS The March of Time. Welles a făcut parte din distribuția obișnuită a programului, apărând pentru prima oară în The March of Time în martie 1935.:74, 333 The Mercury Theatre on the Air și The March of Time au împărtășit mulți membri ai distribuției, precum și șeful de efecte sonore Ora D. Nichols.  :41, 61, 63
Welles a discutat despre ideea sa de fakenews cu producătorul John Houseman și cu producătorul asociat Paul Stewart. Împreună, au decis să adapteze o operă de science-fiction. Înainte de a achiziționa drepturile radio pentru Războiul Lumilor cei trei au avut în vedere adaptarea The Purple Cloud a lui M.P. Shiel și O lume dispărută a lui Arthur Conan Doyle. Houseman a scris mai târziu că a suspectat că Welles nu citise niciodată Războiul Lumilor.:392 :45 
Howard Koch scrisese anterior proiecte pentru emisiunile Mercury Theatre „Hell on Ice” (9 octombrie), „Șaptesprezece” (16 octombrie),:164 și „Ocolul Pământului în optzeci de zile” (23 octombrie).:92 Luni, 24 octombrie, a fost desemnat să adapteze Războiul lumilor pentru difuzare din seara duminicii următoare.:164
Marți seară, cu 36 de ore înainte de începerea repetițiilor, Koch l-a sunat pe Houseman, fiind într-o stare pe care producătorul a caracterizat-o drept „suferință profundă”. Koch a spus că nu poate face Războiul lumilor interesant sau credibil ca piesă de teatru radiodifuzată. Houseman i-a spus lui Koch să continue adaptarea fanteziei lui Wells și s-a alăturat lui Koch și Froelick, lucrând la scenariu toată noaptea. Miercuri seara, prima versiune a fost terminată în termen. :392–393
Joi, producătorul asociat Paul Stewart făcut cunoscută distribuția scenariului, Koch și Houseman făcând schimbările necesare. În acea după-amiază, Stewart a făcut o primă înregistrare, fără muzică sau efecte sonore. Welles, ocupat cu repetiția producției scenice pentru Moartea lui Danton, programată să la Mercury în săptămâna următoare, a citit adaptarea în acea seară, în camera sa din hotelul St. Regis. După ce ascultate anterior în aceeași seară „Air Raid” la Columbia Workshop , Welles a considerat scenariul ca fiind plictisitor. El a subliniat importanța introducerii în scenariu a breaking news și a relatărilor martorilor oculari pentru a crea un sentiment de panică și emoție. :166
Houseman, Koch și Stewart au redactat scenariul în acea noapte,:393 crescând numărul buletinelor de știri și folosind nume de locurilor reale și ale persoanelor ori de câte ori a fost posibil. Vineri după-amiază, scenariul a fost trimis lui Davidson Taylor, producător executiv pentru CBS și departamentului juridic al rețelei. Răspunsul lor a fost că scenariul era „prea” credibilă și că realismul său trebuia diminuat. Întrucât folosirea numelor instituțiilor reale ar putea fi motiv de proces, CBS a insistat asupra a 28 de modificări ale formulărilor.:167
„Protestând și cu un profund sentiment de nemulțumire, am schimbat Hotel Biltmore cu un Park Plaza inexistent, Transamerica Radio News în Inter-continental Radio News, Columbia Broadcasting Building în Broadcasting Building”, a scris Houseman.:393 „United States Weather Bureau din Washington, DC” a fost schimbat în „The Government Weather Bureau”, „ Princeton University Observatory” în „Princeton Observatory”, „McGill University” din Montreal în „Macmillan University” din Toronto, „New Jersey National Guard” în „State Militia”, „United States Signal Corps” în „Signal Corps”, „Langley Field” în „ Langham Field” și „Catedrala Saint Patrick ”în „catedrala”.:167
Sâmbătă, Stewart a repetat emisiunea cu echipa de efecte sonore, acordând o atenție deosebită scenelor cu mulțime, ecoul salvelor de tun și semnalizarea acustică a vapoarelor din portul New York.:393–394
Duminica după-amiază, Bernard Herrmann și orchestra sa au ajuns în studio, unde Welles preluase producția programului de seară.:391, 398
Pentru a crea rolul reporterului Carl Phillips, actorul Frank Readick a mers la biblioteca de înregistrări și a ascultat înregistrarea reportajelor radio ale lui Herbert Morrison despre dezastrul de la Hindenburg.:398 Lucrul cu Bernard Herrmann și orchestra care trebuia să sune ca o trupă de dans i-a revenit lui Paul Stewart,  persoana pe care Welles a numit-o mai târziu ca fiind în mare măsură responsabilă pentru calitatea difuzării „Războiului lumilor”.:195
Welles a dorit ca muzica să se audă pentru o perioadă de timp insuportabil de lungă.:159 Un pian solo care cântă Debussy și Chopin, a fost auzit de mai multe ori. „Pe măsură ce sceneta avansa”, a scris Houseman, „efectul său a devenit din ce în ce mai sinistru - o bandă subțire de suspans întinsă aproape dincolo de limita de rezistență. Pianul acela a fost cel mai bun efect al spectacolului.” :400
Repetarea finală fost programată pentru 6 p.m.:391
„Timpul nostru real de difuzare, de la prima menționare a meteoriților până la căderea orașului New York, a fost mai scurt de patruzeci de minute”, a scris Houseman. „În acea perioadă, oamenii au parcurs distanțe lungi, s-au mobilizat corpuri mari de trupe, s-au organizat ședințe de cabinet, s-au dat lupte sălbatice pe uscat și în aer. Și milioane de oameni au acceptat-o - emoțional, dacă nu logic.”:401

### Distribuție
Distribuția personajelor din „Războiul lumilor” în ordine apariției în emisiune este:
- Crainic: Dan Seymour[17]
- Narator: Orson Welles
- Primul crainic din studio: Paul Stewart
- Crainic în camera Meridian: William Alland
- Reporter Carl Phillips: Frank Readick
- Profesor Richard Pierson: Orson Welles
- Al doilea crainic din studio: Carl Frank
- Domnul Wilmuth: Ray Collins
- Polițist la ferma Wilmuth: Kenny Delmar
- General de brigadă Montgomery Smith: Richard Wilson
- Domnul Harry McDonald, vicepreședinte responsabil cu operațiunile de radio: Ray Collins
- Căpitan Lansing al Signal Corps: Kenny Delmar
- Al treilea crainic din studio: Paul Stewart
- Secretar de interne: Kenny Delmar
- Al 22-lea ofițer de artilerie de teren: Richard Wilson
- Pușcaș de artilerie: William Alland
- Observator de artilerie: Ștefan Schnabel
- Locotenent Voght, comandant al bombardamentului: Howard Smith
- Operator radio din Bayonne: Kenny Delmar
- Operator radio Langham Field: Richard Wilson
- Operator radio Newark: William Herz
- Operator radio 2X2L: Frank Readick
- Operator radio 8X3R: William Herz
- Al patrulea crainic de studio, de pe acoperișul Clădirii radiodifuziunii: Ray Collins
- Un străin fascist: Carl Frank
- El însuși: Orson Welles

## Difuzare

### Rezumatul temei
„Războiul lumilor” începe cu o parafrază a începutului romanului, actualizat la vremurile contemporane. Crainicul îl introduce pe Orson Welles: 
 Știm acum că în primii ani ai secolului XX, această lume era urmărită îndeaproape de inteligențe mai mari decât ale omului și totuși la fel de muritoare ca ale sale. Știm acum că, pe măsură ce ființele umane s-au ocupat cu diferitele lor activități, au fost examinate și studiate, poate aproape la fel de detaliat precum un om cu microscop ar putea să cerceteze creaturile trecătoare care se învârt și se înmulțesc într-o picătură de apă. Cu o nemărginită nemulțumire, oamenii au umplut pământul cu micile lor afaceri, convinși fiind de rolul lor dominant asupra acestui mic fragment solar rotitor  pe care, din întâmplare sau voit, l-au primit din misterul întunecat al Timpului și Spațiului. Cu toate acestea, peste o imensă prăpastie eterică, minți care sunt pentru mintea noastră precum ale noastre pentru fiarele din junglă, intelecte vaste, reci și lipsite de compasiune, au privit acest pământ cu ochi invidioși și au țesut cu siguranță planuri împotriva noastră. În al 39-lea an al secolului XX a venit marea deziluzie. Era aproape la sfârșitul lunii octombrie. Afacerile erau bune. Frica de război trecuse. Mai mulți oameni se întorceau la serviciu. Vânzările creșteau. În această seară deosebită de 30 octombrie, serviciul Crossley a estimat că 32 de milioane de oameni ascultau radioul...:394–395 
 Programul radio începe ca o simulare a unei emisiuni radiofonice normale de seară, cu un raport meteo și muzică de „Ramon Raquello and His Orchestra” în direct dintr-o sală de bal a unui hotel local. După câteva minute, muzica începe să fie întreruptă de mai multe anunțuri despre explozii gazoase stranii observate pe Marte. Un interviu este organizat de reporterul Carl Phillips cu profesorul de astronomie Richard Pierson de la Princeton, care respinge speculațiile cu privire la viața de pe Marte. Programul muzical revine temporar, dar este întrerupt din nou de știrile despre o aterizare a unui meteorit ciudat la Grover's Mill, New Jersey. Phillips și Pierson sunt trimiși la fața locului, unde se adunase deja o mare mulțime. Philips descrie atmosfera haotică din jurul ciudatului obiect cilindric, iar Pierson recunoaște că nu știe exact despre ce este vorba, dar că pare a fi făcut dintr-un metal extraterestru. Cilindrul se desface, iar Phillips descrie „monstrul” îngrozitor cu tentacule care iese din interior. Polițiștii se apropie de marțian fluturând un steag de pace, dar invadatorii răspund cu o rază fierbinte, care incinerează delegația și aprinde pădurile și mașinile din apropiere, în timp ce mulțimea țipă. Strigătele lui Phillips cu privire la flăcări sunt întrerupte la jumătatea frazei, iar după un moment de mort al transmisiei, un crainic explică faptul că difuzarea de la distanță a fost întreruptă din cauza „unei oarecare dificultăți de transmisie de la fața locului”. 
După un scurt interludiu al pianului, programul obișnuit se destramă pe măsură ce studioul introduce actualizări cu privire la accidente și incendii. Un Pierson zdruncinat speculează despre tehnologia marțiană. Miliția statului New Jersey declară legea marțială și atacă cilindrul; un căpitan de la sediul format ad-hoc la fața locului prezintă discursuri cu privire la forța copleșitoare a infanteriei echipate corespunzător și neputința marțienilor, până când un tripod se ridică din puț. Acesta atacă miliția, legătura revine în studio, care descrie acum pe marțieni ca pe o armată invadatoare. Buletinele de răspuns la situații de urgență prezintă rapoarte de avarie și evacuare, deoarece mii de refugiați blochează autostrăzile. Trei tripozi marțieni din cilindru distrug centralele electrice, poduri și căi ferate, ajutați de alții trei dintr-un al doilea cilindru aterizat la Great Swamp, lângă Morristown, în timp ce exploziile gazoase continuă. Secretarul de interne se adresează națiunii. 
O conexiune în direct este stabilită cu o baterie de artilerie de câmp aflată la Watchung Mountains. Artileriștii distrug un tripod, rezultând o eliberare de funingine toxică, după care se aude ceea ce pare a fi tuse. Un bombardier de la Langham Field își începe transmisiunea, dar acesta încetează când motoarele îi sunt distruse de raza fierbinte, iar avionul se prăbușește peste invadatori. Deși bombardierii reușesc să distrugă o mașină, restul de cinci răspândesc fum negru de-a lungul Jersey Marshes în Newark. 
În cele din urmă, un reporter de știri, difuzând din vârful clădirii de radiodifuziune, descrie invazia marțiană a orașului New York - „cinci mari mașini” care zburdă pe Hudson ”precum [oamenii] care se plimbă printr-un pârâu”, fumul negru care invadează orașul, oamenii care se scufundă în East River „ca șobolanii”, alții în Times Square „căzând ca muștele”. Citește un buletin final în care afirmă că cilindrii marțienilor au ajuns în toată țara, apoi descrie fumul care se apropie pe stradă până când tusea îl face să tacă, auzindu-se doar sunetul orașului invadat pe fundal. În cele din urmă, se aude un operator radio ce strigă, „2X2L  apelează CQ, New York. Mai e careva pe fir?  Mai e careva pe fir? Mai e ... careva? " 

 După o perioadă de tăcere se aude vocea crainicului Dan Seymour: 
 Ascultați o prezentare CBS a lui Orson Welles și Mercury Theatre on the Air, într-o dramatizare originală a Războiului lumilor de H.G. Wells. Spectacolul va continua după o scurtă pauză. Aici Columbia Broadcasting System. 
 Ultima treime a programului este formată dintr-un monolog și un dialog. Profesorul Pierson, după ce a supraviețuit atacului de la Grover's Mill, încearcă să intre în contact cu alți oameni. În Newark întâlnește un milițian oportunist cu idei fasciste în ceea ce privește relația omului cu marțienii și intenționează să folosească armele marțiene pentru a prelua controlul ambelor specii. Declarând că nu vrea să fie parte a „lumii lui”, Pierson îl lasă pe străin cu amăgirile sale. Pașii îl poartă către ruinele New Yorkului, unde descoperă că marțienii au murit și, la fel ca în roman, au căzut victime germenilor patogeni pământeni, la care nu dezvoltaseră imunitate. În cele din urmă, viața revine la normal, iar Pierson termină să-și scrie amintirile despre invazie și urmările ei. 
După încheierea piesei, Welles și-a reasumat rolul de gazdă și le-a spus ascultătorilor că difuzarea a fost o farsă de Halloween: echivalentul, spune el, „de a se îmbrăca într-o folie, a sări dintr-un tufiș și a striga «bau!»”. Mitologia populară susține că declarația a fost adăugată în grabă în timpul difuzării la insistența directorilor CBS, deoarece au devenit conștienți de panica indusă de program. Welles a adăugat declarația în ultimul moment, de teama de a nu expune rețeaua la răspunderea legală.:95–96

### Anunțuri
Graficele radio din ziarele duminicale au cuprins drama CBS, „Războiul lumilor” în program. The New York Times (30 octombrie 1938), a inclus, de asemenea, spectacolul în „Evenimentele principale ale săptămânii” („Tonight – Play: H. G. Wells' «War of the Worlds»”) și a publicat o fotografie cu Welles cu o parte din actorii de la Mercury, titrând: „Emisiunea din această seară este„ Războiul lumilor” de la HG Wells.:169
Anunțurile că „Războiul lumilor” este o dramatizare a unei opere de ficțiune au fost făcute în toată rețeaua CBS de patru ori, în timpul difuzării 30 octombrie 1938: la început, înainte de pauză, după pauză și la sfârșit.:43 Pauză a fost decalată cu 10 minute, pentru introducerea conținutului dramatic.:94
Un alt anunț a fost repetat în toată rețeaua CBS în aceeași seară, la 10:30 pm, 11:30 pm, și la miezul nopții: „Pentru acei ascultători care s-au conectat la Mercury Theatre on the Air, emisiunea lui Orson Welles difuzată de la 20 la 21 EST în această seară și nu și-au dat seama că programul a fost doar o adaptare actualizată a celebrului roman a lui H.G. Wells, Războiul Lumilor, repetăm ceea ce a fost menționat de patru ori în program, anume că, în timp ce numele unor orașe americane au fost folosite, ca în toate romanele și dramatizările, întreaga poveste și toate incidentele sale au fost fictive.”  :43–44 

### Emisiuni concurente
- NBC Red Network a difuzat The Chase and Sanborn Hour cu Edgar Bergen și Charlie McCarthy - conform Hooper Ratings, cel mai popular program național din 1938.[1][21][22][23][24]
- NBC Blue Network a transmis Out of the West cu Ernest Gill și Orchestra sa, din San Francisco.[25]
- Mutual Broadcasting System a realizat WOR Symphony, avându-l drept dirijor pe Alfred Wallenstein.
- Colonial Network din New England, a difuzat Father Coughlin.

## Reacția publică
Producătorul John Houseman a notat că în jurul orei 8:32 pm EST, supervizorul CBS, Davidson Taylor, a primit un apel telefonic în camera de control. Taylor a părăsit studioul și s-a întors patru minute mai târziu, „palid ca moartea”, întrucât îi fusese comandat să întrerupă „Războiul lumilor” prin difuzarea imediată a unui anunț asupra conținutului fictiv al programului. Cu toate acestea, la momentul la care a fost dat ordinul, programul era deja la mai puțin de un minut distanță de prima sa pauză programată, iar reporterul de știri fictiv interpretat de actorul Ray Collins se sufocă din cauza gazului otrăvitor, în timp ce marțienii copleșeau New York.:404
Actorul Stefan Schnabel își amintește că s-a așezat la antecameră după ce și-a încheiat rolul. „Câțiva polițiști au intrat, apoi încă câțiva. În curând, sala a fost plină de polițiști și s-a desfășurat o luptă masivă între polițiști, paznici și directori ai CBS, care încercau să împiedice polițiștii să intre și să oprească spectacolul. A fost un spectacol pentru cei de față.”
 

În timpul deconectării, telefonul a început să sune. Houseman a răspuns, iar apelantul furios a anunțat că este primar al unui oraș din Midwestern, unde mulțimile au ieșit pe străzi. Houseman a închis repede: „Căci eram acum în aer și ușa studioului se deschise.” :404
 Următoarele ore au fost un coșmar. Clădirea a fost brusc umplută de oameni și uniforme de un albastru închis. Alungați din studio, am fost încuiați într-un mic birou de la alt etaj. Aici ne-am așezat incommunicado, în timp ce angajații rețelei colectau, distrugeau sau rețineau toate scripturile și înregistrările difuzării. În cele din urmă, presa s-a dezlănțuit groaznic asupra noastră. Despre câte decese am auzit noi? (implicând că știau de mii). Ce am știut despre busculada fatală dintr-o sală din Jersey? (implicând că a fost una dintre multele). Câte decese? (Șanțurile trebuie să fie pline cu cadavre). Sinucideri? (nu ai auzit despre cel de pe Riverside Drive?). Este totul vag în memoria mea și este groaznic.”:404 
 Paul White, șeful CBS News a fost chemat rapid la birou, „unde domnea balamucul”, a scris: 
 Panoul de control telefonic, o mare mare de lumină, nu putea prelua decât o parte din apelurile primite. Tras la față, Welles stătea singur și deznădăjnuit. „Sunt terminat”, s-a lamentat el, „curățat”. Nu m-am sinchisit să răspund la această autoevaluare extrem de inexactă. Eram prea ocupat să scriu explicații care să asigure publicului că este în siguranță. Am răspuns, de asemenea, la partea mea de apeluri telefonice neîncetate, multe dintre ele venind de atât de departe, precum Coasta Pacificului.:47–48 

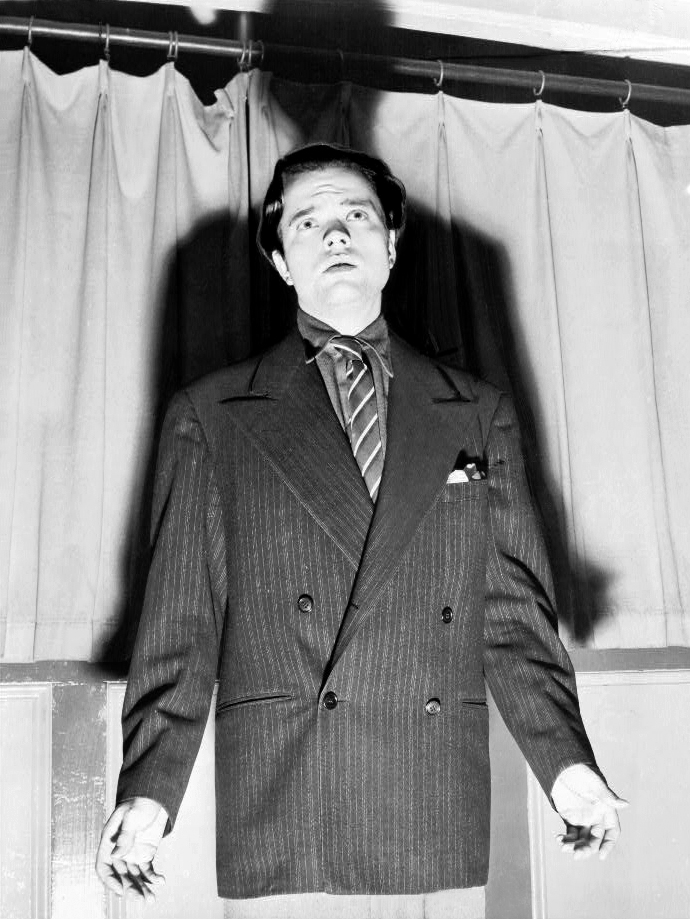
După difuzarea „Războiului lumilor”, fotografii îl așteaptă pe Welles la repetiția nocturnă pentru Moartea lui Danton la Teatrul Mercur (31 octombrie 1938)

Din cauza mulțimii de reporteri, fotografi și poliție, protagoniștii au părăsit clădirea CBS pe intrarea din spate. Conștient de senzația pe care transmisia a indus-o, dar nu și de amploarea acesteia, Welles s-a dus la Teatrul Mercur, unde se desfășura o repetiție noapte pentru piesa Moartea lui Danton. La scurt timp după miezul nopții, unul dintre actorii sosiți târziu, i-a spus lui Welles că știrile despre „Războiul lumilor” erau difuzare în Times Square. Au părăsit imediat teatrul și, de la intersecția lui Broadway cu Strada 42, au putut citi anunțul luminos care înconjura clădirea New York Times: ORSON WELLES CAUSES PANIC.:172–173
Unii ascultători au urmărit doar o parte a emisiunii și, în tensiunea și anxietatea ce preceda cel de-al Doilea Război Mondial, au confundat-o cu o emisie de știri autentică. Mii dintre acești oameni s-au grăbit să împrăștie știrile false sau au sunat CBS, ziare sau poliție pentru a întreba dacă difuzarea a fost reală. Multe ziare au presupus că numărul mare de apeluri telefonice și rapoartele împrăștiate ale ascultătorilor care se grăbesc sau fug din casele lor au dovedit existența unei panici extinse, dar un astfel de comportament de masă nu a fost confirmat. :82–90, 98–103   
Jack Paar, gazda Tonight Show, prezenta în acea seară pentru WGAR, afiliat la Cleveland CBS. În timp ce ascultătorii panicați au sunat în studio, Paar a încercat să-i calmeze la telefon și în eter, spunând: „Nu e sfârșitul lumii, aveți încredere în mine. V-am mințit vreodată?” Când ascultătorii au început să-l acuze pe Paar de „ascunderea adevărului”, acesta l-a chemat pe directorul stației WGAR în ajutor. Managerul l-a sfătuit pe Paar să se calmeze și a spus că totul a fost „o furtună într-o ceașcă de cafea”.
Într-un interviu din 1975 cu istoricul Chuck Schaden, actorul de radio Alan Reed a amintit că a fost unul dintre mulții actori recrutați pentru a răspunde la apelurile telefonice la sediul central al CBS din New York.
În Concrete, Washington, liniile telefonice și energia electrică au suferit un scurtcircuit la stația Superior Portland Cement Company. Locuitorii nu au putut să sune vecinii, familia sau prietenii pentru a-și împărtăși temerile. Reporterii care au auzit de pana de curent au trimis povestea agențiilor de știri și, în curând, Concrete a devenit cunoscut în toată lumea.

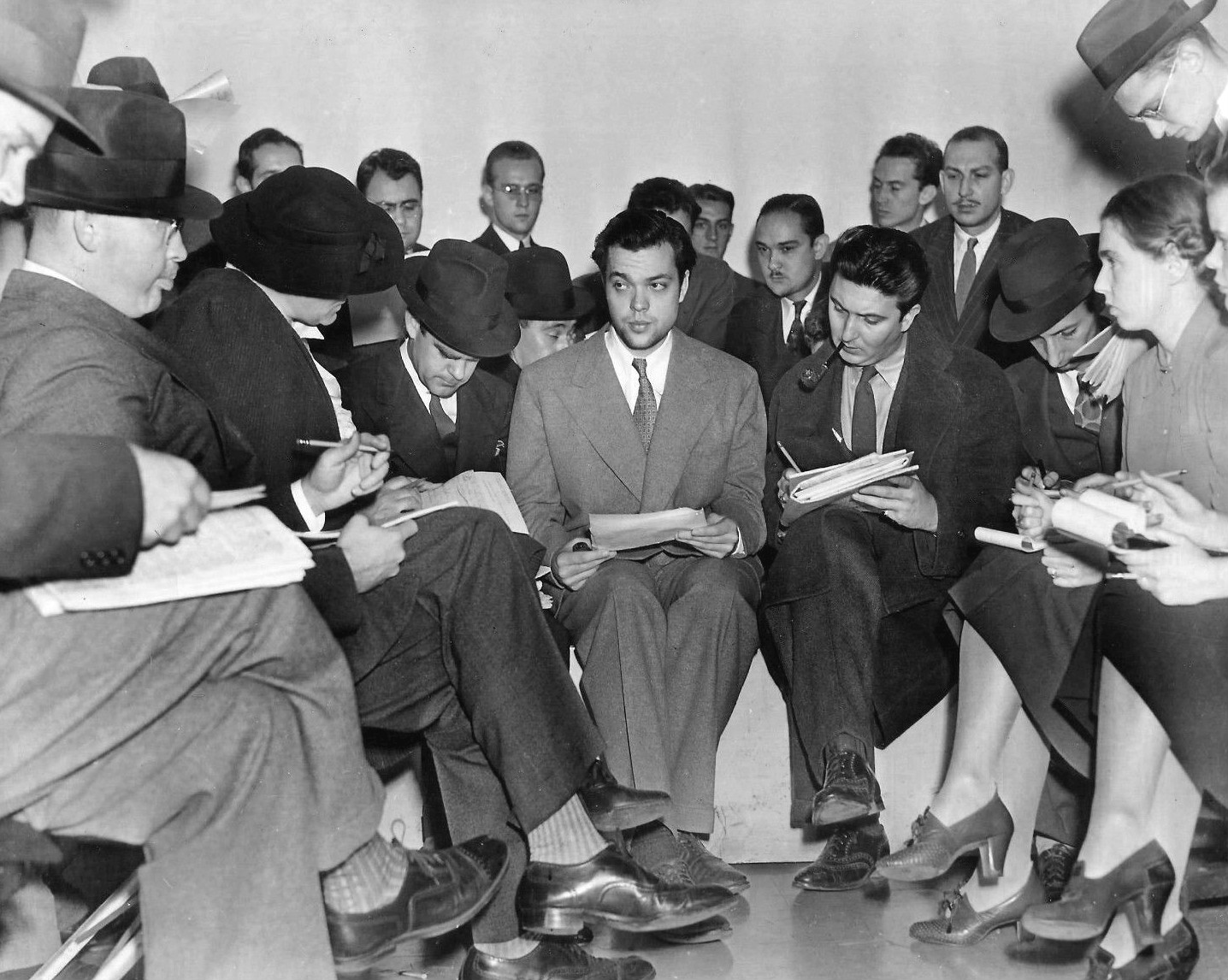
Welles preia întrebări de la reporteri la o conferință de presă, a doua zi după difuzare, 31 octombrie 1938

Welles a continuat cu repetiția piesei Danton's Death (cu premiera programată pe 2 noiembrie), plecând la scurt timp după zorii zilei de 31 octombrie. După doar trei ore de somn, CBS l-a sunat pentru o conferință de presă. El a citit o declarație care a fost tipărită mai târziu în ziare la nivel național și a preluat întrebări de la reporteri::173, 176
Întrebare: Erați conștient de teroarea pe care o astfel de difuzare ar putea-o crea? 
Welles: Categoric nu. Tehnica pe care am folosit-o nu îmi aparține. Nici măcar nu era nouă. Nu am anticipat nimic neobișnuit.
Întrebare: Ar fi trebuit să înmuiați limbajul dramatic? 
Welles: Nu, nu joci crima în cuvinte blânde.
Întrebare: De ce a fost schimbată povestea utilizând nume de orașe și de ofițeri guvernamentali americani? 
Welles: H.G. Wells a folosit orașe reale din Europa, iar pentru a face piesa mai credibilă pentru ascultătorii americani am folosit orașe reale din America. Desigur, îmi pare foarte rău acum.:174 
În edițiile sale din 31 octombrie 1938, Tucson Citizen a raportat că trei filiale din Arizona ale CBS (KOY din Phoenix, KTUC din Tucson și KSUN din Bisbee) au programat inițial o difuzare întârziată a „Războiului lumilor” în acea noapte; CBS a reprogramat piesa de la The Mercury Theatre on the Air pentru duminică seara, 11 septembrie, dar cele trei filiale au preferat să păstreze momentul difuzării pentru luni, astfel încât să nu concureze cu mai bine cotatul  program Chase and Sanborn Hour al NBC. Târziu în acea duminică seară, CBS i-a contactat pe cei de la KOY și pe patronul KTUC, Burridge Butler și i-a rugat să nu mai transmită programul în noaptea următoare.
În doar trei săptămâni, ziarele au publicat cel puțin 12500 de articole cu privire la difuzare și impactul acesteia,:61 iar povestea a ajuns pe primele pagini după doar câteva zile. Adolf Hitler a făcut referire la transmisie într-un discurs din 8 noiembrie 1938, la München. :161 Ulterior, Welles a remarcat că Hitler a declarat că efectul difuzării asupra publicului american stă dovadă pentru „starea de  corupție și de decădere a democrației”.
Bob Sanders și-a amintit că privea pe ferestră și a observat un blocaj în traficul din Grover's Mill, New Jersey, la intersecția Cranbury cu Clarksville, o răscruce de drumuri de altfel liniștită.

### Cauze

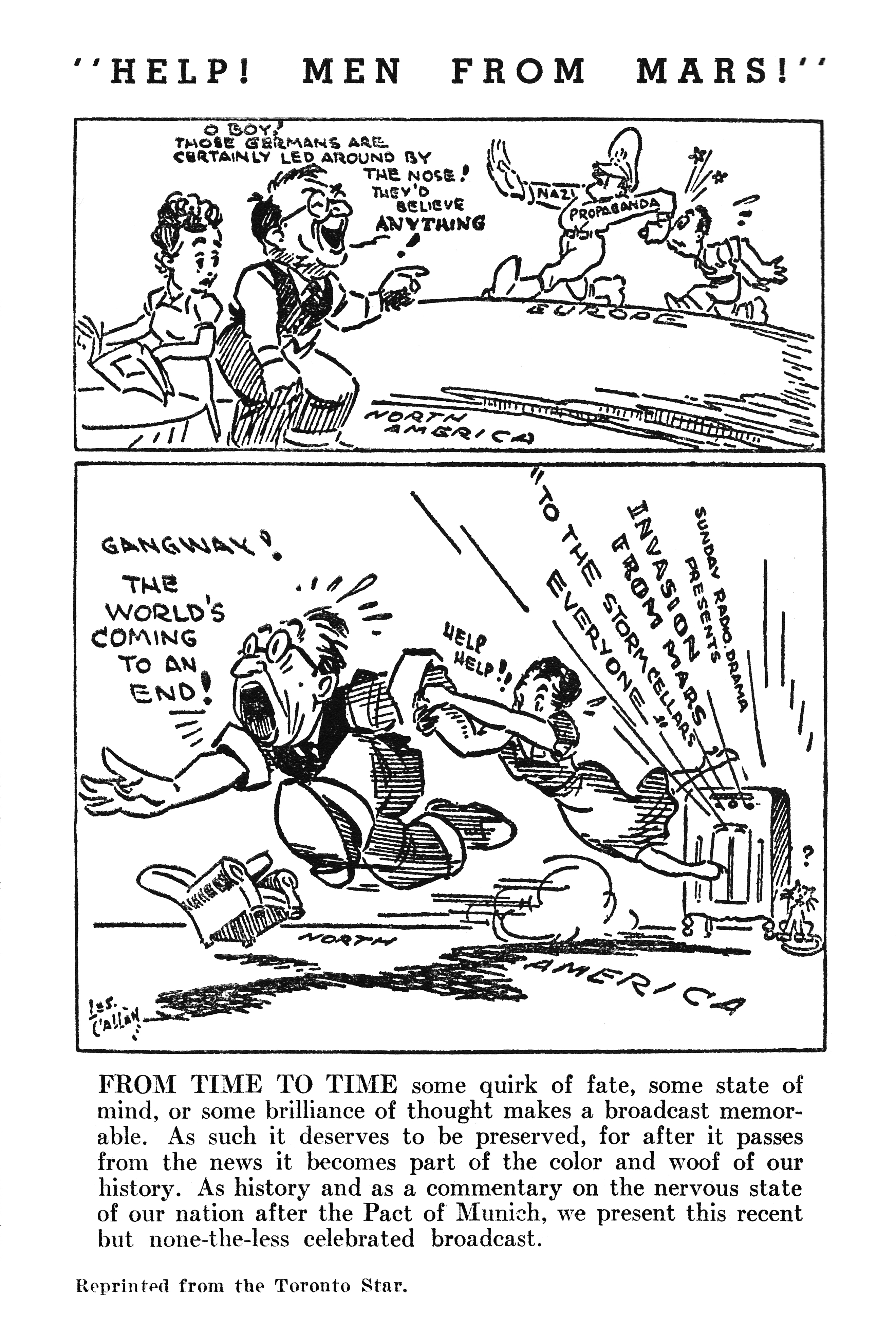
Radio Digest a reeditat scenariul Războiului lumilor, „ca un comentariu la starea de tensiune a națiunii după Pactul de la München”, prefațat de un desen a lui Les Callan de la The Toronto Star (februarie 1939)

Studii ulterioare indică faptul că mulți au ratat notificările repetate asupra caracterului fictiv al difuzării, în parte pentru că The Mercury Theatre on the Air, un program cultural CBS nesponsorizat, cu un public relativ mic, a rulat în același timp cu mai popularul Chase and Sanborn Hour cu ventrilocul Edgar Bergen, pe NBC Red Network. La acea vreme, mulți americani au presupus că un număr semnificativ de ascultători ai Chase and Sanborn Hour au schimbat posturile când s-a încheiat prima parte comică și a început un număr muzical cu Nelson Eddy. Brad Schwartz, după ce a studiat sute de scrisori de la oameni care au auzit „Războiul lumilor”, precum și sondaje de audiență contemporane, a ajuns la concluzia că foarte puțini oameni speriați de transmisia lui Welles au venit de pe programul lui Bergen. „Toate probele sugerează că The Chase & Sanborn Hour a fost doar un factor minor care a contribuit la isteria marțiană”, a scris el...  „într-adevăr, nu a existat un exod în masă de la Charlie McCarthy la Orson Welles în acea noapte”.:67–69 Deoarece transmisia nu era sponsorizată, Welles și compania ar putea programa pauze în voie, mai degrabă decât să le aranjeze în jurul reclamelor. Drept urmare, singurele indicii că difuzarea a fost fictivă au apărut la începutul emisiunii și la minutele 40 și 55 ale transmisiunii. 
Un studiu realizat de Radio Project a arătat că mai puțin de o treime din ascultătorii speriați au înțeles că invadatorii ar fi extratereștri; cei mai mulți au crezut că ascultă rapoarte despre o invazie germană sau despre o catastrofă naturală.:180, 191 „Oamenii erau pe muchie”, a scris biograful lui Welles, Frank Brady. „În întreaga lună anterioară „Războiului lumilor”, radioul a menținut publicul american într-o stare de alertă cu privire la întâmplările neplăcute din întreaga lume. Acordul de la München a fost la apogeul ei... Pentru prima dată în istorie, publicul putea să-și regleze radiourile în fiecare seară și să audă, acuzație cu acuzație, amenințare cu amenințare, zvonuri care păreau inevitabil să conducă la un război mondial.”:164–165
Șeful CBS News, Paul White, a scris că este convins că panica indusă de emisiune este rezultatul suspansului public generat anterior de către Pactul de la Munchen. „Ascultătorii de radio au avut parte de emoțiile lor de zile întregi... Astfel, ei au crezut în producția lui Welles, chiar dacă s-a repetat în mod special că totul este ficțiune.” :47

### Întindere
Cercetările istorice sugerează că panica era mult mai puțin răspândită decât au indicat ziarele la acea vreme. „Panica și isteria de masă atât de ușor asociată cu „Războiul lumilor” nu s-a produs nici pe departe de dimensiunea atribuită la nivel național”, a scris în 2003 istoricul mass-media W. Joseph Campbell de la American University. El îl citează pe Robert E. Bartholomew, o autoritate cu privire la focarele de panică în masă, întrucât a spus că „există un consens din ce în ce mai mare între sociologi că amploarea panicii... a fost cu mult exagerată”.
Această poziție este susținută de înregistrările contemporane. „În primul rând, majoritatea oamenilor nu au ascultat [emisiunea]”, a declarat Frank Stanton, mai târziu președinte al CBS. Din cele aproape 2.000 de scrisori trimise către Welles și Federal Communications Commission după „Războiul lumilor”, deținute în prezent de Universitatea din Michigan și National Archives and Records Administration, aproximativ 27 % proveneau din ascultători înspăimântați sau persoane care au fost martorii panicii. După analizarea acestor scrisori, A. Brad Schwartz a concluzionat că, deși transmisia a indus în eroare o parte semnificativă din audiența sa, foarte puțini dintre acești ascultători au fugit din casele lor sau s-au panicat în vreun alt fel. Numărul total de scrisori de protest trimise către Welles și FCC este, de asemenea, scăzut în comparație cu alte emisiuni radio controversate ale perioadei, ceea ce sugerează în plus că audiența era scăzută, iar spaima limitată.:82–93
Compania C.E. Hooper, principalul serviciu de evaluare radio de la acea vreme, a efectuat un sondaj despre acea noapte pe un eșantion de 5000 de deținători de posturi telefonice casnice. Doar 2% dintre respondenți au spus că au ascultat piesa de radio și niciunul nu a declarat că ascultă vreo emisiune de știri. Aproximativ 98% dintre respondenți au spus că au ascultat alte programe radio (The Chase and Sanborn Hour a fost de departe cel mai popular program din acel interval orar) sau nu ascultau deloc radioul. 
Ben Gross, redactor radio pentru New York Daily News, a scris în memorialul său din 1954 că străzile erau aproape pustii în timp ce se îndrepta spre studio pentru finalul programului. Producătorul John Houseman a raportat că personalul Mercury Theatre a fost surprins când au fost eliberați în sfârșit din studiourile CBS, când au constatat că viața se desfășoară ca de obicei pe străzile din New York.:404 Scriitorul unei scrisori pe care The Washington Post a publicat-o mai târziu a amintit, de asemenea, că nu-și amintește de vreo mulțime panicată pe străzile din centrul capitalei. „Panica presupusă a fost atât de redusă încât a fost practic incomensurabilă în noaptea emisiunii”, au scris istoricii mass-media Jefferson Pooley și Michael Socolow în Slate, la 75 de ani de la eveniment: „Aproape nimeni nu a fost păcălit”. 
Potrivit lui Campbell, cel mai frecvent răspuns a spus că indiciile de panică au constat în apelarea ziarului sau poliției locale pentru a confirma povestea sau pentru a căuta informații suplimentare. Acesta, scrie el, este un indicator că oamenii nu erau în general panicați sau isterici. „Volumul apelurilor este cel mai bine înțeles ca un răspuns cu totul rațional.”  Unele canale mass-media din New Jersey și agențiile de aplicare a legii au primit cu până la 40% mai multe apeluri telefonice decât în mod normal în timpul emisiunii.

### Acoperirea și răspunsul ziarelor

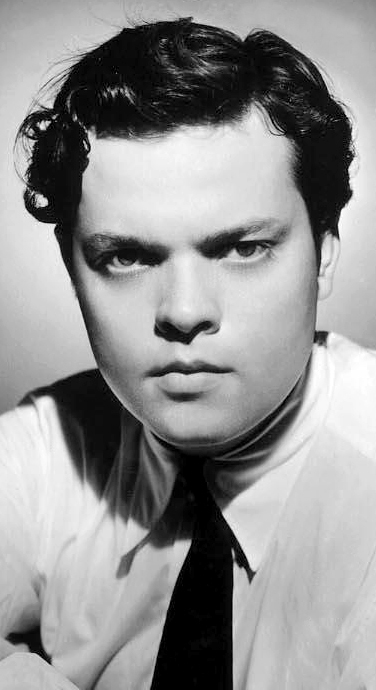
Fotografia lui Welles distribuită după eveniment (1938)

Întrucât difuzarea a avut loc duminica, la o oră târzie  în zona coastei de est (de unde a avut loc difuzarea), puțini reporteri au fost prezenți în sălile de știri. Majoritatea știrilor au luat astfel forma unor povești ale Associated Press, care au fost în mare parte agregate anecdotice ale rapoartelor din diferitele sale birouri, dând impresia că panica fusese într-adevăr larg răspândită. Multe ziare au deschis a doua zi cu povestea Associated Press.
Twin City Sentinel din Winston-Salem, Carolina de Nord, a subliniat că situația ar fi putut fi și mai gravă dacă majoritatea oamenilor nu ar fi ascultat la emisiunea lui Edgar Bergen: „Aseară, Charlie McCarthy a salvat Statele Unite de la o moarte subită  prin panică și isterie”.
Pe 2 noiembrie 1938, ziarul australian The Age a caracterizat incidentul drept „isterie de masă” și a declarat că „niciodată în istoria Statelor Unite nu a mai existat un astfel de val de teroare și panică ce a măturat continentul”. Observatori nenominalizați citați de The Age au comentat că „panica ar fi putut aveal loc doar în America”.
Editorialiștii au condamnat industria radio pentru că a permis să se întâmple așa ceva. Răspunsul ar fi reflectat temerile editorilor de ziare că radioul, în favoarea căruia pierduseră o parte din veniturile din publicitate destul de reduse în timpul marii crize, le va face caduce. În „Războiul lumilor”, ei au văzut o ocazie de a blama noua media: „Națiunea în ansamblu continuă să se confrunte cu pericolul unei vești incomplete, neînțelese asupra unui mediu care încă nu a dovedit că este competent să-și exercite meseria”, a scris revista comercială Editor &amp; Publisher.